# Ліга націй УЄФА 2022—2023 (Ліга C)
Ліга націй УЄФА 2022—2023 — Ліга C (англ. 2022–23 UEFA Nations League C) — третій дивізіон Ліги націй УЄФА 2022—2023, що пройшов у 2022—2023 роках за участю чоловічих збірних команд 16 членів асоціацій УЄФА. Груповий етап пройшов з 2 червня по 27 вересня 2022 року, а 21–26 березня 2024 року відбувся плей-оф за виживання в Лізі C.

## Формат
Формат Ліги C залишився незмінним з попереднього сезону. 16 команд (місця з 33 по 48 в списку учасників Ліги націй 2022—23, 8 команди, що посіли місця з 27 по 44, 2 команди серед тих, які посіли місця з 45 по 48 та 2 команди, які посіли місця з 49 по 50) будуть поділені на 4 групи по 4 команди кожна. Кожна команда грає 6 матчів (вдома та на виїзді з кожною командою в своїй групі). Команди грають подвійні тури (по 2 матчі поспіль) у червні та вересні. Переможець кожної групи отримує підвищення до Ліги B Ліги націй 2024-25, а команди, що посіли 4-е місце, потрапляють до плей-оф за виживання в Лізі C.

## Учасники

### Зміни в списку учасників
Після сезону 2020–21 в Лізі C відбулися наступні зміни:
| З Ліги B (пониження)                                    | З Ліги D (підвищення)           |
| ------------------------------------------------------- | ------------------------------- |
| - Болгарія - Північна Ірландія - Словаччина - Туреччина | - Гібралтар - Фарерські острови |

| До Ліги B (підвищення)                       | До Ліги D (пониження) |
| -------------------------------------------- | --------------------- |
| - Албанія - Вірменія - Словенія - Чорногорія | - Естонія - Молдова   |

### Жеребкування
Для жеребкування команди було поділено на кошики на основі загального рейтингу Ліги націй 2020-21.
| Команда           | Рейт |
| ----------------- | ---- |
| Туреччина         | 33   |
| Словаччина        | 34   |
| Болгарія          | 35   |
| Північна Ірландія | 36   |

| Команда            | Рейт |
| ------------------ | ---- |
| Греція             | 37   |
| Білорусь           | 38   |
| Люксембург         | 39   |
| Північна Македонія | 40   |

| Команда     | Рейт |
| ----------- | ---- |
| Литва       | 41   |
| Грузія      | 42   |
| Азербайджан | 43   |
| Косово      | 44   |

| Команда           | Рейт |
| ----------------- | ---- |
| Казахстан[1]      | 45   |
| Кіпр[1]           | 46   |
| Гібралтар         | 47   |
| Фарерські острови | 48   |

1. ^ a b Команди 45 та 46 мають визначитися в результаті плей-оф за виживання у Лізі C Ліги націй 2020—21 у березні 2022. Переможці пар Казахстан – Молдова та Кіпр – Естонія залишаться у Лізі C.

Жеребкування групових етапів відбулося 16 грудня 2021 о 19:00 (18:00 CET) у  Монтре.

## Групи
17 грудня 2021, наступного дня після жеребкування, УЄФА затвердили календар групового етапу.
Час вказано в EEST (київський час). Місцевий час, якщо відрізняється, вказано в дужках.

### Група 1
| Поз | Команда           | І | В | Н | П | ГЗ | ГП | РГ  | О  | Кваліфікація                  |     | Туреччина | Люксембург | Фарерські острови | Литва |
| --- | ----------------- | - | - | - | - | -- | -- | --- | -- | ----------------------------- | --- | --------- | ---------- | ----------------- | ----- |
| 1   | Туреччина (P)     | 6 | 4 | 1 | 1 | 18 | 5  | +13 | 13 | Вихід у Лігу B                |     | —         | 3:3        | 4:0               | 2:0   |
| 2   | Люксембург        | 6 | 3 | 2 | 1 | 9  | 7  | +2  | 11 |                               |     | 0:2       | —          | 2:2               | 1:0   |
| 3   | Фарерські острови | 6 | 2 | 2 | 2 | 7  | 10 | −3  | 8  |                               | 2:1 | 0:1       | —          | 2:1               |       |
| 4   | Литва (Q)         | 6 | 0 | 1 | 5 | 2  | 14 | −12 | 1  | Участь у плей-оф за виживання |     | 0:6       | 0:2        | 1:1               | —     |

| 4 червня 2022 19:00 |

| Литва | 0:2      | Люксембург        |
| ----- | -------- | ----------------- |
|       | Протокол | - Сінані 44', 78' |

| Стадіон ЛФФ, Вільнюс Арбітр: Давід Фуксман (Ізраїль) |

| 4 червня 2022 21:45 |

| Туреччина                                               | 4:0      | Фарерські острови |
| ------------------------------------------------------- | -------- | ----------------- |
| - Юндер 37' - Дервішоглу 47' - Дурсун 82' - Демірал 85' | Протокол |                   |

| Башакшехір Фатіх Терім, Стамбул Арбітр: Трастін Фарруджа Канн (Мальта) |

| 7 червня 2022 21:45 (19:45 WEST) |

| Фарерські острови | 0:1      | Люксембург            |
| ----------------- | -------- | --------------------- |
|                   | Протокол | - Родрігес 74' (пен.) |

| Торсволлюр, Торсгавн Арбітр: Роб Геннессі (Ірландія) |

| 7 червня 2022 21:45 |

| Литва | 0:6      | Туреччина                                                               |
| ----- | -------- | ----------------------------------------------------------------------- |
|       | Протокол | - Сінік 2', 14' - Дурсун 56' (пен.), 81' - Акгюн 89' - Дервішоглу 90+1' |

| Стадіон ЛФФ, Вільнюс Арбітр: Новак Симович (Сербія) |

| 11 червня 2022 19:00 (17:00 WEST) |

| Фарерські острови                     | 2:1      | Литва       |
| ------------------------------------- | -------- | ----------- |
| - Давідсен 20' (пен.) - Андреасен 45' | Протокол | - Черних 6' |

| Торсволлюр, Торсгавн Арбітр: Ігор Паяч (Хорватія) |

| 11 червня 2022 21:45 (20:45 CEST) |

| Люксембург | 0:2      | Туреччина                            |
| ---------- | -------- | ------------------------------------ |
|            | Протокол | - Чалханоглу 37' (пен.) - Дурсун 76' |

| Стад де Люксембург, Люксембург Арбітр: Антоніу Нобре (Португалія) |

| 14 червня 2022 21:45 (20:45 CEST) |

| Люксембург                           | 2:2      | Фарерські острови    |
| ------------------------------------ | -------- | -------------------- |
| - Родрігес 12' (пен.) - Баррейру 49' | Протокол | - Б'ярталід 57', 59' |

| Стад де Люксембург, Люксембург Арбітр: Мікаель Фаббрі (Італія) |

| 14 червня 2022 21:45 |

| Туреччина                           | 2:0      | Литва |
| ----------------------------------- | -------- | ----- |
| - Айхан 37' - Чалханоглу 54' (пен.) | Протокол |       |

| Гюрсель Аксель, Ізмір Арбітр: Стефані Фраппар (Франція) |

| 22 вересня 2022 21:45 |

| Литва        | 1:1      | Фарерські острови |
| ------------ | -------- | ----------------- |
| - Сливка 41' | Протокол | - Андреасен 22'   |

| Стадіон ЛФФ, Вільнюс Арбітр: Вільяльмур Торарінссон (Ісландія) |

| 22 вересня 2022 21:45 |

| Туреччина                                      | 3:3      | Люксембург                                  |
| ---------------------------------------------- | -------- | ------------------------------------------- |
| - Юндер 16' (пен.) - Шано 39' (аг) - Юксек 87' | Протокол | - М. Мартінс 9' - Сінані 37' - Родрігес 69' |

| Башакшехір Фатіх Терім, Стамбул Арбітр: Тобіас Штілер (Німеччина) |

| 25 вересня 2022 21:45 (19:45 WEST) |

| Фарерські острови               | 2:1      | Туреччина    |
| ------------------------------- | -------- | ------------ |
| - Давідсен 51' - Едмундссон 59' | Протокол | - Гюрлер 89' |

| Торсволлюр, Торсгавн Арбітр: Сергій Бойко (Україна) |

| 25 вересня 2022 21:45 (20:45 CEST) |

| Люксембург     | 1:0      | Литва |
| -------------- | -------- | ----- |
| - Родрігес 89' | Протокол |       |

| Стад де Люксембург, Люксембург Арбітр: Георгій Круашвілі (Грузія) |

### Група 2
| Поз | Команда           | І | В | Н | П | ГЗ | ГП | РГ | О  | Кваліфікація   |     | Греція | Республіка Косово | Північна Ірландія | Кіпр |
| --- | ----------------- | - | - | - | - | -- | -- | -- | -- | -------------- | --- | ------ | ----------------- | ----------------- | ---- |
| 1   | Греція (P)        | 6 | 5 | 0 | 1 | 10 | 2  | +8 | 15 | Вихід у Лігу B |     | —      | 2:0               | 3:1               | 3:0  |
| 2   | Косово            | 6 | 3 | 0 | 3 | 11 | 8  | +3 | 9  |                |     | 0:1    | —                 | 3:2               | 5:1  |
| 3   | Північна Ірландія | 6 | 1 | 2 | 3 | 7  | 10 | −3 | 5  |                | 0:1 | 2:1    | —                 | 2:2               |      |
| 4   | Кіпр              | 6 | 1 | 2 | 3 | 4  | 12 | −8 | 5  |                | 1:0 | 0:2    | 0:0               | —                 |      |

| 2 червня 2022 19:00 |

| Кіпр | 0:2      | Косово                        |
| ---- | -------- | ----------------------------- |
|      | Протокол | - В. Беріша 65' - Жегрова 78' |

| АЕК Арена, Ларнака Арбітр: Жером Брізар (Франція) |

| 2 червня 2022 21:45 (19:45 BST) |

| Північна Ірландія | 0:1      | Греція          |
| ----------------- | -------- | --------------- |
|                   | Протокол | - Бакасетас 39' |

| Віндзор Парк, Белфаст Арбітр: Ерік Ламбрехтс (Бельгія) |

| 5 червня 2022 19:00 |

| Кіпр | 0:0      | Північна Ірландія |
| ---- | -------- | ----------------- |
|      | Протокол |                   |

| АЕК Арена, Ларнака Арбітр: Енеа Йоргі (Албанія) |

| 5 червня 2022 21:45 (20:45 CEST) |

| Косово | 0:1      | Греція          |
| ------ | -------- | --------------- |
|        | Протокол | - Бакасетас 36' |

| Фаділь Вокрі, Приштина Арбітр: Джон Бітон (Шотландія) |

| 9 червня 2022 21:45 (20:45 CEST) |

| Косово                               | 3:2      | Північна Ірландія           |
| ------------------------------------ | -------- | --------------------------- |
| - Мурікі 9' (пен.), 52' - Бютюкі 19' | Протокол | - Лейвері 44' - Баллард 83' |

| Фаділь Вокрі, Приштина Арбітр: Якоб Кехлет (Данія) |

| 9 червня 2022 21:45 |

| Греція                                      | 3:0      | Кіпр |
| ------------------------------------------- | -------- | ---- |
| - Бакасетас 8' - Павлідіс 20' - Лімніос 48' | Протокол |      |

| Пантессаліко, Волос Арбітр: Тамаш Богнар (Угорщина) |

| 12 червня 2022 16:00 (14:00 BST) |

| Північна Ірландія               | 2:2      | Кіпр                |
| ------------------------------- | -------- | ------------------- |
| - Макнейр 71' - Дж. Еванс 90+4' | Протокол | - Какулліс 32', 51' |

| Віндзор Парк, Белфаст Арбітр: Рікардо де Бургос (Іспанія) |

| 12 червня 2022 21:45 |

| Греція                          | 2:0      | Косово |
| ------------------------------- | -------- | ------ |
| - Якумакіс 71' - Манталос 90+8' | Протокол |        |

| Пантессаліко, Волос Арбітр: Юліан Вайнбергер (Австрія) |

| 24 вересня 2022 19:00 (17:00 BST) |

| Північна Ірландія           | 2:1      | Косово       |
| --------------------------- | -------- | ------------ |
| - Уайт 82' - Магенніс 90+3' | Протокол | - Мурікі 58' |

| Віндзор Парк, Белфаст Арбітр: Гленн Нюберг (Швеція) |

| 24 вересня 2022 21:45 |

| Кіпр         | 1:0      | Греція |
| ------------ | -------- | ------ |
| - Ционіс 18' | Протокол |        |

| АЕК Арена, Ларнака Арбітр: Аляксєй Кульбаков (Білорусь) |

| 27 вересня 2022 21:45 (20:45 CEST) |

| Косово                                                       | 5:1      | Кіпр         |
| ------------------------------------------------------------ | -------- | ------------ |
| - Муслія 22' - Ррудгані 45+1' - Рашані 47' - Мурікі 52', 84' | Протокол | - Роберж 81' |

| Фаділь Вокрі, Приштина |

| 27 вересня 2022 21:45 |

| Греція                                    | 3:1      | Північна Ірландія |
| ----------------------------------------- | -------- | ----------------- |
| - Пелкас 14' - Масурас 55' - Манталос 80' | Протокол | - Лейвері 18'     |

| Георгіос Камарас, Афіни |

### Група 3
| Поз | Команда       | І | В | Н | П | ГЗ | ГП | РГ | О  | Кваліфікація   |     | Казахстан | Азербайджан | Словаччина | Білорусь |
| --- | ------------- | - | - | - | - | -- | -- | -- | -- | -------------- | --- | --------- | ----------- | ---------- | -------- |
| 1   | Казахстан (P) | 6 | 4 | 1 | 1 | 8  | 6  | +2 | 13 | Вихід у Лігу B |     | —         | 2:0         | 2:1        | 2:1      |
| 2   | Азербайджан   | 6 | 3 | 1 | 2 | 7  | 4  | +3 | 10 |                |     | 3:0       | —           | 0:1        | 2:0      |
| 3   | Словаччина    | 6 | 2 | 1 | 3 | 5  | 6  | −1 | 7  |                | 0:1 | 1:2       | —           | 1:1        |          |
| 4   | Білорусь      | 6 | 0 | 3 | 3 | 3  | 7  | −4 | 3  |                | 1:1 | 0:0       | 0:1         | —          |          |

| 3 червня 2022 17:00 (20:00 ALMT) |

| Казахстан           | 2:0      | Азербайджан |
| ------------------- | -------- | ----------- |
| - Аймбетов 50', 60' | Протокол |             |

| Астана Арена, Нур-Султан Арбітр: Іштван Вад (Угорщина) |

| 3 червня 2022 21:45 (20:45 CEST) |

| Білорусь | 0:1      | Словаччина   |
| -------- | -------- | ------------ |
|          | Протокол | - Суслов 61' |

| Караджордже, Новий Сад Арбітр: Стефані Фраппар (Франція) |

| 6 червня 2022 21:45 (20:45 CEST) |

| Білорусь | 0:0      | Азербайджан |
| -------- | -------- | ----------- |
|          | Протокол |             |

| Караджордже, Новий Сад Арбітр: Мохаммед Аль-Хакім (Швеція) |

| 6 червня 2022 21:45 (20:45 CEST) |

| Словаччина | 0:1      | Казахстан      |
| ---------- | -------- | -------------- |
|            | Протокол | - Дарабаєв 26' |

| імені Антона Малатинського, Трнава Арбітр: Крісто Тохвер (Естонія) |

| 10 червня 2022 19:00 (20:00 AZT) |

| Азербайджан | 0:1      | Словаччина  |
| ----------- | -------- | ----------- |
|             | Протокол | - Вайсс 81' |

| Далга Арена, Баку Арбітр: Донатас Румшас (Литва) |

| 10 червня 2022 21:45 (20:45 CEST) |

| Білорусь        | 1:1      | Казахстан      |
| --------------- | -------- | -------------- |
| - Малькевич 84' | Протокол | - Аймбетов 13' |

| Караджордже, Новий Сад Арбітр: Мануель Шуеттенгрубер (Австрія) |

| 13 червня 2022 17:00 (20:00 ALMT) |

| Казахстан                        | 2:1      | Словаччина |
| -------------------------------- | -------- | ---------- |
| - Вороговський 18' - Астанов 39' | Протокол | - Беро 51' |

| Астана Арена, Нур-Султан Арбітр: Брам ван Дріссхе (Бельгія) |

| 13 червня 2022 19:00 (20:00 AZT) |

| Азербайджан                  | 2:0      | Білорусь |
| ---------------------------- | -------- | -------- |
| - Емрелі 76' - Шейдаєв 90+3' | Протокол |          |

| Далга Арена, Баку Арбітр: Анастасіос Папапетру (Греція) |

| 22 вересня 2022 17:00 (20:00 ALMT) |

| Казахстан                       | 2:1      | Білорусь          |
| ------------------------------- | -------- | ----------------- |
| - Габишев 29' - Зайнутдінов 79' | Протокол | - Савицький 45+3' |

| Астана Арена, Астана Арбітр: Гораціу Феснік (Румунія) |

| 22 вересня 2022 21:45 (20:45 CEST) |

| Словаччина          | 1:2      | Азербайджан                    |
| ------------------- | -------- | ------------------------------ |
| - Їрка 90+3' (пен.) | Протокол | - Дадашов 44' - Хагверді 90+5' |

| імені Антона Малатинського, Трнава Арбітр: Вільям Коллам (Шотландія) |

| 25 вересня 2022 19:00 (20:00 AZT) |

| Азербайджан                                     | 3:0      | Казахстан |
| ----------------------------------------------- | -------- | --------- |
| - Марочкін 66' (аг) - Озобич 74' - Нурієв 90+1' | Протокол |           |

| Далга Арена, Баку Арбітр: Гарм Осмерс (Німеччина) |

| 25 вересня 2022 19:00 (18:00 CEST) |

| Словаччина   | 1:1      | Білорусь    |
| ------------ | -------- | ----------- |
| - Зреляк 65' | Протокол | - Бахар 45' |

| ТСЦ Арена, Бачка-Топола Арбітр: Никола Дабанович (Чорногорія) |

### Група 4
| Поз | Команда            | І | В | Н | П | ГЗ | ГП | РГ  | О  | Кваліфікація                  |     | Грузія | Болгарія | Північна Македонія | Гібралтар |
| --- | ------------------ | - | - | - | - | -- | -- | --- | -- | ----------------------------- | --- | ------ | -------- | ------------------ | --------- |
| 1   | Грузія (P)         | 6 | 5 | 1 | 0 | 16 | 3  | +13 | 16 | Вихід у Лігу B                |     | —      | 0:0      | 2:0                | 4:0       |
| 2   | Болгарія           | 6 | 2 | 3 | 1 | 10 | 8  | +2  | 9  |                               |     | 2:5    | —        | 1:1                | 5:1       |
| 3   | Північна Македонія | 6 | 2 | 1 | 3 | 7  | 7  | 0   | 7  |                               | 0:3 | 0:1    | —        | 4:0                |           |
| 4   | Гібралтар (Q)      | 6 | 0 | 1 | 5 | 3  | 18 | −15 | 1  | Участь у плей-оф за виживання |     | 1:2    | 1:1      | 0:2                | —         |

| 2 червня 2022 19:00 (20:00 GET) |

| Грузія                                                          | 4:0      | Гібралтар |
| --------------------------------------------------------------- | -------- | --------- |
| - Кварацхелія 12' - Кашія 33' - Мікаутадзе 87' - Казаїшвілі 88' | Протокол |           |

| Динамо Арена, Тбілісі Арбітр: Мортен Крог (Данія) |

| 2 червня 2022 19:00 |

| Болгарія       | 1:1      | Північна Македонія   |
| -------------- | -------- | -------------------- |
| - Десподов 13' | Протокол | - М. Ристовський 50' |

| Хювефарма Арена, Разград Арбітр: Жеремі Пін'яр (Франція) |

| 5 червня 2022 19:00 (20:00 CEST) |

| Гібралтар | 0:2      | Північна Македонія        |
| --------- | -------- | ------------------------- |
|           | Протокол | - Барді 21' - Николов 84' |

| Вікторія, Гібралтар Арбітр: Алан Дур'ю (Люксембург) |

| 5 червня 2022 21:45 |

| Болгарія                      | 2:5      | Грузія                                                                                            |
| ----------------------------- | -------- | ------------------------------------------------------------------------------------------------- |
| - А. Ілієв 50' - Стефанов 83' | Протокол | - Давіташвілі 4' - А. Христов 31' (аг) - Зівзівадзе 52' - Кварацхелія 58' (пен.) - Казаїшвілі 69' |

| Хювефарма Арена, Разград Арбітр: Фабіо Мареска (Італія) |

| 9 червня 2022 21:45 (20:45 CEST) |

| Гібралтар           | 1:1      | Болгарія          |
| ------------------- | -------- | ----------------- |
| - Волкер 61' (пен.) | Протокол | - Г. Мінчев 45+1' |

| Вікторія, Гібралтар Арбітр: Петрі Вільянен (Фінляндія) |

| 9 червня 2022 21:45 (20:45 CEST) |

| Північна Македонія | 0:3      | Грузія                                              |
| ------------------ | -------- | --------------------------------------------------- |
|                    | Протокол | - Зівзівадзе 52' - Кварацхелія 62' - Кітеішвілі 84' |

| Тоше Проескі, Скоп'є Арбітр: Рой Райншрайбер (Ізраїль) |

| 12 червня 2022 19:00 (18:00 CEST) |

| Північна Македонія                                           | 4:0      | Гібралтар |
| ------------------------------------------------------------ | -------- | --------- |
| - Барді 4' - Торілья 14' (аг) - Міовський 16' - Чурлінов 31' | Протокол |           |

| Тоше Проескі, Скоп'є Арбітр: Думітру Мунтян (Молдова) |

| 12 червня 2022 19:00 (20:00 GET) |

| Грузія | 0:0      | Болгарія |
| ------ | -------- | -------- |
|        | Протокол |          |

| Динамо Арена, Тбілісі Арбітр: Еспен Ескос (Норвегія) |

| 23 вересня 2022 19:00 (20:00 GET) |

| Грузія                                 | 2:0      | Північна Македонія |
| -------------------------------------- | -------- | ------------------ |
| - Міовський 35' (аг) - Кварацхелія 64' | Протокол |                    |

| Динамо Арена, Тбілісі Арбітр: Іван Кружляк (Словаччина) |

| 23 вересня 2022 21:45 |

| Болгарія                                                             | 5:1      | Гібралтар         |
| -------------------------------------------------------------------- | -------- | ----------------- |
| - Антов 23' - Десподов 36' - Кірілов 52' - Стефанов 55' - Петков 81' | Протокол | - Р. Чиполіна 26' |

| Хювефарма Арена, Разград Арбітр: Павел Орел (Чехія) |

| 26 вересня 2022 21:45 (20:45 CEST) |

| Гібралтар    | 1:2      | Грузія                                    |
| ------------ | -------- | ----------------------------------------- |
| - Еннслі 75' | Протокол | - Кварацхелія 19' (пен.) - Цітаішвілі 48' |

| Вікторія, Гібралтар Арбітр: Роб Гарві (Ірландія) |

| 26 вересня 2022 21:45 (20:45 CEST) |

| Північна Македонія | 0:1      | Болгарія       |
| ------------------ | -------- | -------------- |
|                    | Протокол | - Десподов 50' |

| Тоше Проескі, Скоп'є Арбітр: Юліан Вайнбергер (Австрія) |

## Рейтинг 4-х місць
| Поз | Груп | Команда       | І | В | Н | П | ГЗ | ГП | РГ  | О | Кваліфікація                  |
| --- | ---- | ------------- | - | - | - | - | -- | -- | --- | - | ----------------------------- |
| 1   | C2   | Кіпр          | 6 | 1 | 2 | 3 | 4  | 12 | −8  | 5 |                               |
| 2   | C3   | Білорусь      | 6 | 0 | 3 | 3 | 3  | 7  | −4  | 3 |                               |
| 3   | C1   | Литва (Q)     | 6 | 0 | 1 | 5 | 2  | 14 | −12 | 1 | Участь у плей-оф за виживання |
| 4   | C4   | Гібралтар (Q) | 6 | 0 | 1 | 5 | 3  | 18 | −15 | 1 | Участь у плей-оф за виживання |

## Плей-оф за виживання
Дві найгірші команди Ліги C, які посіли четверті місця, візьмуть участь у плей-оф за виживання, в якому визначиться команда, яка буде понижена до Ліги D. Команда, що знаходиться вище в рейтингу, грає матч-відповідь вдома.
Час вказано в EET/EEST, (місцевий час, якщо відрізняється, вказано в дужках).

### Результати
| Команда 1 | Заг. | Команда 2 | 1-й матч | 2-й матч |
| --------- | ---- | --------- | -------- | -------- |
| Гібралтар | 0:2  | Литва     | 0:1      | 0:1      |

### Матчі
| 21 березня 2024 20:45 |

| Гібралтар | 0:1      | Литва     |
| --------- | -------- | --------- |
|           | Протокол | Кучіс 60' |

| Алгарве, Фару Глядачів: 207 Арбітр: Георгій Круашвілі (Грузія) |

| 26 березня 2024 19:00 |

| Литва      | 1–0      | Гібралтар |
| ---------- | -------- | --------- |
| Черних 51' | Протокол |           |

| Стадіон ім. С. Дарюса та С. Ґіренаса, Каунас Глядачів: 6 102 Арбітр: Дує Струкан (Хорватія) |

## Найкращі бомбардири
Протягом турніру було забито  127 голів у 48 матчах, з середнім показником 2.65 голів за матч
5 голів
- Хвіча Кварацхелія
- Ведат Мурікі

4 голи
- Жерсон Родрігес
- Сердар Дурсун

3 голи
- Кирил Десподов
- Анастасіос Бакасетас
- Абат Аймбетов
- Данел Сінані

2 голи
- Іліян Стефанов
- Петрос Манталос
- Буду Зівзівадзе
- Валерій Казаїшвілі
- Шейн Лейвері
- Андронікос Какулліс
- Еніс Барді
- Халіл Дервішоглу
- Догукан Сінік
- Хакан Чалханоглу
- Ченгіз Юндер
- Якуп Андреасен
- Йоаннес Б'ярталід
- Вілйормур Давідсен

1 гол
- Ренат Дадашов
- Махір Емрелі
- Анатолій Нурієв
- Филип Озобич
- Ходжат Хагверді
- Раміль Шейдаєв
- Іван Бахар
- Владислав Малькевич
- Павєл Савіцкі
- Валентин Антов
- Атанас Ілієв
- Радослав Кірілов
- Георгі Мінчев
- Марин Петков
- Ліам Волкер
- Луі Еннслі
- Рой Чиполіна
- Дімітріс Лімніос
- Йоргос Масурас
- Вангеліс Павлідіс
- Дімітриос Пелкас
- Йоргос Якумакіс
- Зуріко Давіташвілі
- Гурам Кашія
- Отар Кітеішвілі
- Жорж Мікаутадзе
- Георгій Цітаішвілі
- Деніел Баллард
- Джонні Еванс
- Джош Магенніс
- Патрік Макнейр
- Гевін Уайт
- Ельхан Астанов
- Ян Вороговський
- Михайло Габишев
- Аслан Дарабаєв
- Бахтияр Зайнутдінов
- Валентен Роберж
- Марінос Ционіс
- Валон Беріша
- Зюмер Бютюкі
- Едон Жегрова
- Флорент Муслія
- Ельбасан Рашані
- Донат Ррудгані
- Викінтас Сливка
- Федір Черних
- Леандру Баррейру
- Марвін Мартінс
- Боян Міовський
- Бобан Николов
- Милан Ристовський
- Дарко Чурлінов
- Матуш Беро
- Владімір Вайсс
- Адам Зреляк
- Ерік Їрка
- Томаш Суслов
- Каан Айхан
- Юнус Акгюн
- Сердар Гюрлер
- Меріх Демірал
- Ісмаїл Юксек
- Йоан Сімун Едмундссон

1 автогол
- Андреа Христов (проти Грузії)
- Грем Торілья (проти Пн. Македонія)
- Олександр Марочкін (проти Азербайджану)
- Максім Шано (проти Туреччини)
- Боян Міовський (проти Грузії)

## Загальний рейтинг
| Рей | Груп | Команда            | І | В | Н | П | ГЗ | ГП | РГ  | О  |
| --- | ---- | ------------------ | - | - | - | - | -- | -- | --- | -- |
| 33  | C4   | Грузія             | 6 | 5 | 1 | 0 | 16 | 3  | +13 | 16 |
| 34  | C2   | Греція             | 6 | 5 | 0 | 1 | 10 | 2  | +8  | 15 |
| 35  | C1   | Туреччина          | 6 | 4 | 1 | 1 | 18 | 5  | +13 | 13 |
| 36  | C3   | Казахстан          | 6 | 4 | 1 | 1 | 8  | 6  | +2  | 13 |
|     |      |                    |   |   |   |   |    |    |     |    |
| 37  | C1   | Люксембург         | 6 | 3 | 2 | 1 | 9  | 7  | +2  | 11 |
| 38  | C3   | Азербайджан        | 6 | 3 | 1 | 2 | 7  | 4  | +3  | 10 |
| 39  | C2   | Косово             | 6 | 3 | 0 | 3 | 11 | 8  | +3  | 9  |
| 40  | C4   | Болгарія           | 6 | 2 | 3 | 1 | 10 | 8  | +2  | 9  |
|     |      |                    |   |   |   |   |    |    |     |    |
| 41  | C1   | Фарерські острови  | 6 | 2 | 2 | 2 | 7  | 10 | −3  | 8  |
| 42  | C4   | Північна Македонія | 6 | 2 | 1 | 3 | 7  | 7  | 0   | 7  |
| 43  | C3   | Словаччина         | 6 | 2 | 1 | 3 | 5  | 6  | −1  | 7  |
| 44  | C2   | Північна Ірландія  | 6 | 1 | 2 | 3 | 7  | 10 | −3  | 5  |
|     |      |                    |   |   |   |   |    |    |     |    |
| 45  | C2   | Кіпр               | 6 | 1 | 2 | 3 | 4  | 12 | −8  | 5  |
| 46  | C3   | Білорусь           | 6 | 0 | 3 | 3 | 3  | 7  | −4  | 3  |
| 47  | C1   | Литва              | 6 | 0 | 1 | 5 | 2  | 14 | −12 | 1  |
| 48  | C4   | Гібралтар          | 6 | 0 | 1 | 5 | 3  | 18 | −15 | 1  |

## Дисциплінарні покарання
Показник фейр-плей використовується як один з критеріїв визначення місць команд у таблиці. Показник базується на отриманих у матчах дисциплінарних покараннях (жовті та червоні картки) та розраховується наступним чином:
- жовта картка = 1 бал
- червона картка (як результат другої жовтої) = 3 бали
- пряма червона картка = 3 бали
- пряма червона після жовтої картки = 4 бали

До гравця може застосовуватися не більше ніж одне з вищевказаних покарань за один матч.
| Гр. | Команда            | Матч 1 | Матч 2      | Матч 3 | Матч 4  | Матч 5  | Матч 6  | Бали |
| --- | ------------------ | ------ | ----------- | ------ | ------- | ------- | ------- | ---- |
| C1  | Туреччина          | - 2    | - 2         |        |         | - 1     | - 1     | 6    |
| C1  | Люксембург         | - 1    |             | - 1    | - 1     | - 1     | - 5     | 9    |
| C1  | Фарерські острови  | - 2    | - 1 - 1 - 1 | - 3    |         |         | - 2     | 15   |
| C1  | Литва              | - 4    | - 4         | - 4    | - 4     | - 4     | - 5     | 25   |
| C2  | Кіпр               | - 1    | - 1         | - 1    | - 1     | - 1     | - 1     | 6    |
| C2  | Північна Ірландія  | - 2    | - 2         | - 2    | - 1     |         | - 2     | 9    |
| C2  | Греція             | - 2    | - 2         | - 1    | - 3     | - 2     | - 1     | 11   |
| C2  | Косово             | - 4    | - 2 - 1 - 1 | - 3    | - 1     | - 1     | - 1     | 18   |
| C3  | Білорусь           | - 2    | - 4         | - 1    |         | - 2     | - 5     | 14   |
| C3  | Азербайджан        | - 1    | - 4 - 1     | - 2    | - 1     | - 3     | - 3     | 17   |
| C3  | Словаччина         | - 2    | - 4         | - 4    | - 3 - 1 | - 2     | - 1     | 19   |
| C3  | Казахстан          | - 3    | - 6         | - 1    | - 1     | - 3 - 1 | - 2 - 1 | 22   |
| C4  | Грузія             | - 2    |             | - 3    | - 1     | - 1     | - 3     | 10   |
| C4  | Гібралтар          | - 3    |             | - 4    | - 3     |         | - 3     | 13   |
| C4  | Болгарія           | - 2    | - 2         | - 3    | - 2     |         | - 6     | 15   |
| C4  | Північна Македонія | - 2    | - 1         | - 3    | - 1     | - 1     | - 4 - 1 | 15   |

## Позначки
1. 1 2 3  Через використання території Білорусі у расійському вторгненні в Україну, УЄФА зобов'язали білоруські команди проводити домашні матчі на нейтральному полі та без глядачів до подальших повідомлень.[7][8]
2. ↑  Уряд Словаччини не дозволив Білорусі потрапити на територію країни через їх участь у расійському вторгненні в Україну. В результаті матч було перенесено на нейтральне поле.
3. ↑  Для першого матчу (21 березня 2024) в EET (UTC+1), а для матчу-відповіді (26 березня 2024) — в EEST (UTC+3)
4. ↑  Домашні матчі Гібралтару пройдуть на стадіоні Ештадіу Алгарве у Фару (Португалія), оскільки їх стадіон — Вікторія у Гібралтарі — на реконструкції.[9]